# Saison 3 de Charmed
Chronologie
Saison 2 Saison 4
Cet article présente le guide des épisodes la troisième saison de la série télévisée américaine Charmed.

## Distribution

### Acteurs principaux
- Shannen Doherty (VF : Anne Rondeleux) : Prue Halliwell
- Holly Marie Combs (VF : Dominique Vallée) : Piper Halliwell
- Alyssa Milano (VF : Magali Barney) : Phoebe Halliwell
- Brian Krause (VF : Benoît Du Pac) : Leo Wyatt
- Dorian Gregory (VF : Antoine Tomé) : Darryl Morris (7 épisodes)
- Julian McMahon (VF : Arnaud Arbessier) : Cole Turner (16 épisodes)

### Acteurs récurrents
- Finola Hughes (VF : Marie-Martine Bisson) : Patty Halliwell (épisodes 15 et 17)
- Jennifer Rhodes (VF : Sylvie Genty) : Penny Halliwell (épisodes 2, 15 et 17)
- James Read (VF : Jean Barney) : Victor Bennett (épisodes 10, 14 et 15)
- Boti Ann Bliss: Abby (épisodes 3 et 5)
- Keith Diamond : Reece Davidson (épisodes 8, 11 et 16)
- Simon Templeman : L'Ange de la Mort (épisode 16)

## Épisodes

### Épisode 1:Faces cachées
- États-Unis : 5 octobre 2000 sur CTV
- France : 17 février 2001 sur M6
- Québec : 1er septembre 2004 sur VRAK

- États-Unis : 7,70 millions de téléspectateurs

- Harry Danner (William Hamilton)
- Fleming Brooks (Emilio Smith)
- Stoney Jackson (Alan Sloan)

- Cet épisode marque la première apparition de Cole Turner dans la série, interprété par Julian McMahon.
- Dans le grenier, Prue utilise accidentellement son pouvoir sur Phoebe. Or, les pouvoirs des sœurs sont supposés ne pas être efficaces sur les bonnes sorcières.
- Phoebe reçoit son second pouvoir dans cet épisode : La Lévitation. Ce pouvoir n'a rien à voir avec le pouvoir de voler que le génie a accordé à la sorcière à la fin de la Saison 2. Ce nouveau pouvoir permet à Phoebe de s'élever dans les airs de quelques mètres. La sorcière se sert de ce pouvoir dans les combats car il lui permet d'effectuer des acrobaties imparables.
- L’épisode commence presqu’immédiatement après le générique. Habituellement, on peut voir des images de San Francisco avec en fond une chanson, souvent interprétée par un chanteur ou groupe qui apparaît au P3 en fin d’épisode.
- La scène où Cole interpelle Phoebe sur le campus sera revue par Phoebe et Coop lors d’un flashback au cours de la saison 8.
- Léo demande Piper en mariage. Là encore, cette scène réapparaîtra plus tard dans la série, lorsque Paige et Phoebe voyageront dans les souvenirs de Piper.
- Les Barenaked Ladies jouent au P3, dans cet épisode.
- Cet épisode réalise le second record de la série en termes d’audience avec 7,7 millions d’américains.
- C’est à partir de cet épisode que Piper est doublée en VF par Dominique Vallée.

### Épisode 2:Les Damnés
- États-Unis : 12 octobre 2000 sur The WB
- France : 24 février 2001 sur M6

- États-Unis : 5,17 millions de téléspectateurs

- Michael Dietz (Christopher)
- Elisabeth Harnois (Brooke)
- Jennifer Rhodes (Penny Halliwell)

- Phoebe était dans le grenier lorsque Brooke a prononcé la phrase "jusqu'à ce qu'il fasse nuit en plein jour". Elle n'a donc pas pu l'entendre, contrairement à ce qu'elle dira plus tard à Piper et Léo.
- Le groupe Snake River Conspiracy joue au P3, dans cet épisode.

### Épisode 3:Il était une fois…
- États-Unis : 19 octobre 2000 sur The WB
- France : 3 mars 2001 sur M6

- États-Unis : 5,47 millions de téléspectateurs

- Rachel David (Kate)
- Boti Ann Bliss (Abbey)
- Nancy Everhard (Jana, la mère de Kate)
- Tony Carreiro (Bill, le beau-père de Kate)
- Michael Bailey Smith (Balthazar)

Piper fait la grève contre les Fondateurs, car ils refusent qu'elle revoie un jour Léo. Prue et Phoebe doivent donc agir seules pour sauver une fillette qui protège une fée contre les trolls.
Pour l'aider, il faut que les sœurs voient les Trolls et les Fées. Pour ce faire, la petite fille (Kate) lance de la poussière de fée sur Prue et Phoebe.
Les deux sœurs retombent dans l'enfance (scène amusante au P3 et au manoir quand Phoebe ouvre la porte à Cole).
Piper fait une scène aux Fondateurs sur le parking du club.
Une fois Piper revenue au manoir, elle file chez Kate pour l'aider.
Mais la formule récitée deux minutes plus tôt ne fonctionne pas. Piper se sent coupable et pense que c'est à cause d'elle que la formule est inefficace.
Phoebe essaye d'avoir une prémonition, mais ne l'aura jamais. Elle parle avec Prue, qui essaye de la calmer, puis Piper les interrompt car la formule fonctionne bien : elle voit un féetaud. Elles le suivent jusqu'à une grotte (celle des trolls).
Elles s'attaquent aux Trolls, et libèrent Kate et Luciole (une autre fée).
Une fois rentrées au manoir, Piper dit à ses sœurs que c'est peut-être mieux comme ça que Léo soit parti.

### Épisode 4:Halloween chez les Halliwell
- États-Unis : 26 octobre 2000 sur The WB
- France : 10 mars 2001 sur M6

- États-Unis : 6,53 millions de téléspectateurs

- Clare Carey (Eva)
- Sadie Stratton (Charlotte Warren)
- Danielle Weeks (Sally)
- David Chisum (Micah/Mitch)
- Judy Geeson (Ruth Cobb)

- La prophétie de la pomme est vraie puisque le nom du futur mari et père des enfants de Phoebe commence bien par "C", il s'agira de Coop (un cupidon).
- Après un échange avec Cole, un des Grimlocks indique qu'il aime beaucoup le déguisement de celui-ci (Balthazar en Cole). L’acteur qui joue ce Grimlock n’est autre que Michael Bailey Smith qui interprète le personnage de Balthazar sous sa forme démoniaque.
- La scène montrant Phoebe passant devant la pleine Lune en volant sur son balai est une référence au film E.T., l’extra-terrestre. La position qu’elle adopte – les deux jambes du même côté – est un clin d’œil au générique de la série Ma sorcière bien aimée.
- Les sœurs mettront au monde Melinda. Un peu avant la fin, elles font savoir au coven qu’elles sont les arrières arrières arrières petites filles de celle-ci. C'est à ce moment-là que la prophétie du Pouvoir des trois se met en place pour les futures générations.

### Épisode 5:Balthazar
- États-Unis : 2 novembre 2000 sur The WB
- France : 17 mars 2001 sur M6

- États-Unis : 5,81 millions de téléspectateurs

- Eddie Cahill (Sean)
- Michael Bailey Smith (Balthazar)
- Rick Hearst (Troxa)
- Karen Stapleton (Rachel)
- Boti Ann Bliss (Abby)
- Nick Meaney (Le chasseur de serpent)

- Le groupe Marvelous 3 joue au P3, dans cet épisode.
- Les cristaux sont utilisés pour la première fois dans cet épisode.

### Épisode 6:À fleur de peau
- États-Unis : 9 novembre 2000 sur The WB
- France : 24 mars 2001 sur M6

- États-Unis : 5,55 millions de téléspectateurs

- Morgan Weisser (Vincérès)
- Harry Groener (Père Thomas)

- Le pouvoir d'Empathie apparait pour la première fois dans la série au cours de cet épisode. Prue le reçoit par inadvertance mais n'est pas destinée à l'avoir. En couplant le pouvoir d'empathie avec ses propres pouvoirs, Prue fait évoluer temporairement son pouvoir de Projection Astrale en don d'ubiquité et « nous montre » ce qu'il aurait dû être. En effet, Prue aurait été éveillée en même temps que sa projection qui aurait été un double autonome de la sorcière qui aurait certainement acquis la mémoire de son double en mettant fin au dédoublement.
- Le groupe Idol joue au P3, dans cet épisode.
- Grâce au pouvoir d'Empathie les nouveaux pouvoirs de Prue sont clairement inspirés de Matrix avec des bullet times et des combats au ralentit.

### Épisode 7:Querelles de sorcières
- États-Unis : 16 novembre 2000 sur The WB
- France : 31 mars 2001 sur M6

- États-Unis : 6 millions de téléspectateurs

- Jason Carter (Andras)
- Michael Bailey Smith (Balthazar)

- Le groupe Fastball joue au P3, dans cet épisode.
- Cole élimine la Triade dans cet épisode, mais ils arriveront à renaître et reviendront dans la Saison 8.

### Épisode 8:Démon contre démon
- États-Unis : 14 décembre 2000 sur The WB
- France : 7 avril 2001 sur M6

- États-Unis : 5,46 millions de téléspectateurs

- Scott MacDonald (Krell)
- Keith Diamond (Reece Davidson)
- Michael Bailey Smith (Balthazar)

### Épisode 9:Le Diable au corps
- États-Unis : 11 janvier 2001 sur The WB
- France : 14 avril 2001 sur M6

- États-Unis : 5,64 millions de téléspectateurs

- Chad Willett (en) (Justin Harper)
- Rainn Wilson (Kierkan)
- Paige Rowland (Terra)
- Andrew Bowen (L'homme victime de Terra)
- Sabine Singh (Missy Campbell)
- Philip Boyd (Le mari de Missy Campbell)

### Épisode 10:Au service du mal
- États-Unis : 18 janvier 2001 sur The WB
- France : 21 avril 2001 sur M6

- États-Unis : 5,85 millions de téléspectateurs

- James Read (Victor Bennett)
- Paul Wittenburg (Caleb)
- Robert Clendenin (Le vendeur de glace)
- Bobby Edner (Ari)
- Erica Mer (Freckles)
- Soren Fulton (Jersey)
- Emmalee Thompson (Prue jeune)

- Le plan de la rue que l'on voit après que Prue a ramassé le journal est le même que dans l'épisode 19 de la saison 1 quand Piper fige la poussette (cette scène fut incorporée au générique des saisons 2 et 3).
- Cet épisode est inspiré des films Les Démons du maïs et Les Révoltés de l'an 2000.
- Piper demande à Phoebe si elle n’a pas eu une prémonition qu’elle aurait « cachée à sa petite sœur ». Or, étant plus âgée que Phoebe, elle ne peut pas être sa petite sœur.

### Épisode 11:Les Règles du combat
- États-Unis : 25 janvier 2001 sur The WB
- France : 28 avril 2001 sur M6

- États-Unis : 5,23 millions de téléspectateurs

- Steve Valentine (Eames)
- Audrey Wasilewski (Natalie)
- Keith Diamond (Reece Davidson)
- Camille Langfield (Vivian)
- Graham Shiels (L'être des ténèbres)
- Lashan Anderson (La sorcière victime)

- Le groupe Box joue au P3, dans cet épisode.

### Épisode 12:L'Académie du mal
- États-Unis : 1er février 2001 sur The WB
- France : 5 mai 2001 sur M6

- États-Unis : 5,41 millions de téléspectateurs

- Ron Perlman (M. Kellman)
- Scott Steiner (Mega Man)
- Booker Huffman (Thunder)
- Buff Bagwell (Slammer)
- Dennis Dun (M. Chang)
- Marcus Dean Fuller (Un client de Kellman)
- Marco Sanchez (Tom Peters)
- Shirley Prestia (Fran Peters)

### Épisode 13:Le Côté obscur
- États-Unis : 8 février 2001 sur The WB
- France : 12 mai 2001 sur M6

- États-Unis : 5,02 millions de téléspectateurs

- Michael Bailey Smith (Balthazar)
- Chad Willett (en) (Justin Harper)
- Una Damon (en) (Dantalian)
- Tracey Costello (Marie, la planificatrice de mariages)
- D.C. Douglas (Craig, le planificateur de mariages)

### Épisode 14:La Ville fantôme
- États-Unis : 15 février 2001 sur The WB
- France : 19 mai 2001 sur M6

- États-Unis : 5,60 millions de téléspectateurs

- James Read (Victor Bennett)
- Michael Greyeyes (Bo Lightfeather)
- Kimberly Norris (Isabel Lightfeather)
- Ed Lauter (Sutter)
- Blake Gibbons (Gil)
- Alan Davidson (Buck)
- Steve Larson (Slade)
- Scott Beehner (Cal)
- James Lashly (Bartender)

### Épisode 15:Mariés à tout prix
- États-Unis : 22 février 2001 sur The WB
- France : 26 mai 2001 sur M6

- États-Unis : 5,19 millions de téléspectateurs

- Finola Hughes (Patty Halliwell)
- James Read (Victor Bennett)
- Dana Ashbrook (T.J.)
- Jennifer Rhodes (Penny Halliwell)
- Whip Hubley (Inspecteur Krutchen)
- Michael Bailey Smith (Balthazar)
- Douglas Bennett (Ray)

### Épisode 16:L'Ange de la mort
- États-Unis : 15 mars 2001 sur The WB
- France : 9 juin 2001 sur M6

- États-Unis : 5,29 millions de téléspectateurs

- Keith Diamond (Reece Davidson)
- Simon Templeman (L'ange de la mort)
- Christopher Shea (Enquêteur démoniaque 1)
- Wade Williams (Enquêteur démoniaque 2)
- Michaela Watkins (Andrea)
- Annie Abbott (Mme. Owens)

### Épisode 17:Nos plus belles années
- États-Unis : 22 mars 2001 sur The WB
- France : 16 juin 2001 sur M6

- États-Unis : 5,35 millions de téléspectateurs

- Finola Hughes (Patty Halliwell)
- Jennifer Rhodes (Penny Halliwell)
- W. Earl Brown (Shadow)
- Sherri Saum (Ariel)

### Épisode 18:Les Sept Péchés capitaux
- États-Unis : 19 avril 2001 sur The WB
- France : 30 juin 2001 sur M6

- États-Unis : 4,03 millions de téléspectateurs

- Kevin Weisman (Lukas)
- Michael Rodrick (Officier Dean)

- Le groupe Orgy joue au P3, dans cet épisode.
- Compte tenu de l’architecture du manoir, il est physiquement impossible que Phoebe ait pu voir le Lieutenant, qui se trouvait alors sous le porche, depuis la fenêtre du grenier.
- Parmi les objets commandés par Piper figure un mannequin-robot d’entraînement aux arts martiaux du même modèle que celui que Phoebe avait acheté dans l’épisode 16 de la saison 1 (et qui avait été détruit par l’épée de Gabriel).

### Épisode 19:La Confrérie
- États-Unis : 26 avril 2001 sur The WB
- France : 7 juillet 2001 sur M6

- États-Unis : 3,64 millions de téléspectateurs

- Gregory Scott Cummins (Vornac)
- Joseph D. Reitman (Tarkin)
- Ian Buchanan (Raynor)
- Jennifer Tung (Kléa)
- Rob Steinberg (Frank Pirelli)

### Épisode 20:Le Retour de Balthazar
- États-Unis : 3 mai 2001 sur The WB
- France : 14 juillet 2001 sur M6

- États-Unis : 4,16 millions de téléspectateurs

- Ian Buchanan (Raynor)
- Joseph Reitman (Tarkin)
- Rachel Luttrell (Janna)
- Michael Bailey Smith (Balthazar)
- Amy Moon (Leeza)

- Piper reçoit son deuxième pouvoir : La Combustion Moléculaire ou Explosion. D'un geste des mains, Piper peut tout faire voler en éclats.
- Véronique Soufflet prête sa voix à Jeanna en VF. Elle reviendra pour doubler Paige à partir de la saison suivante.

### Épisode 21:Indestructible
- États-Unis : 10 mai 2001 sur The WB
- France : 21 juillet 2001 sur M6

- États-Unis : 4,43 millions de téléspectateurs

- Ashley Tisdale (Runaway Teen)
- Matt Battaglia (Le journaliste)
- Joe E. Tata (l’inspecteur de police dans l’appartement de la première victime)
- Michael Bailey Smith (Balthazar)
- Dorenda Moore (Banshee)
- Jack R. Orend (L'alchimiste)
- Newell Alexander (Le veuf)

- Lorsque Phoebe arrive dans la salle à manger pour retourner la table afin de se protéger de Cole, qu’elle est sur le point d’invoquer, les chaises sont déjà enlevées.
- Shannen Doherty retrouve dans cet épisode l’acteur Joe E. Tata, qui incarnait Nat, le patron du Peach Pit, dans la série Beverly Hills 90210, autre production d’Aaron Spelling, dans laquelle elle campait le rôle de Brenda Walsh, rôle qu'elle avait quitté 7 ans plus tôt.

### Épisode 22:Adieux
- États-Unis : 17 mai 2001 sur The WB
- France : 28 juillet 2001 sur M6

- États-Unis : 5,31 millions de téléspectateurs

- Matt Malloy (Dr. Griffiths)
- Mercedes Colón (Elana Dominguez)
- Marianna Elliott (Alice Hicks)
- Tommy Redmond Hicks (Le capitaine)
- Michael Bailey Smith (Shax et la Source)

- Au tout début de l'épisode, les sœurs disent au Dr Griffith qu'elles ignorent à quel démon elles ont affaire, puisqu'elles n'ont pas eu le temps de faire des recherches. Or, Prue révèle au médecin que celui qui veut sa mort est Shax, alors que Phoebe n'est pas encore redescendue.

- Le fait que Piper présente une plaie ouverte au ventre après avoir été abattue dans le dos suggère que le tir a été suffisamment puissant pour que la balle traverse son corps avant de ressortir. Prue, qui se trouvait juste en face d’elle au moment du coup de feu, aurait elle aussi été touchée si elle n’avait pas tenu le Livre des Ombres dans ses bras, protégeant ainsi son abdomen.

- À la fin de l'épisode, le cliffhanger laisse planer le doute sur le sort des trois sœurs : Prue est tuée par Shax, (ce sera révélé dans le premier épisode de la saison 4), Piper est sévèrement blessée par Shax et Phoebe est en Enfer avec Cole et la Source a chargé son garde du corps de les tuer.

- Il s'agit du dernier épisode où apparaît Shannen Doherty alias Prue Halliwell. Le mystère de la mort de Prue viendra hanter les sœurs au début de la Saison 4 et au cours des Saisons 6 et 7. Et à chaque fois, ce sera par l'intermédiaire de la police ou du FBI.

- À cause du conflit qui régnait entre Shannen Doherty (Prue Halliwell) et Alyssa Milano (Phoebe Halliwell) à la fin de cette troisième saison, la production et les scénaristes avaient prévu dans un premier temps de faire disparaitre les personnages de Phoebe Halliwell et Cole Turner. En effet, le personnage de Phoebe devait mourir dans cet épisode car le contrat d'Alyssa touchait à sa fin. Mais voyant Alyssa plus populaire aux yeux du public et Shannen se lasser de son rôle de Prue, connaissant son passé pour avoir travaillé avec elle et en sachant que Shannen avait déjà demandé à quitter la série à la fin de la Saison 2, Aaron Spelling et ses associés ont préféré la laisser partir à la fin de cette Saison 3, bien que son contrat la liait à la série jusqu'à la Saison 5. Bien qu'elle ait quitté la série bien avant la fin, Shannen a gardé 5 % des droits de la série.

- Shax sera définitivement vaincu au début de la saison 4 avec l'arrivée de Paige et la reformation du Pouvoir des 3.

- L'interprète de Shax et de la Source est le même que celui qui a joué Baltazar et un grimlock.